# Municipio de Harrison (condado de Chautauqua)
El municipio de Harrison (en inglés: Harrison Township) es un municipio ubicado en el condado de Chautauqua en el estado estadounidense de Kansas. En el año 2010 tenía una población de 71 habitantes y una densidad poblacional de 0,5 personas por km².

## Geografía
El municipio de Harrison se encuentra ubicado en las coordenadas 37°3′44″N 96°28′5″O / 37.06222, -96.46806. Según la Oficina del Censo de los Estados Unidos, el municipio tiene una superficie total de 142.64 km², de la cual 141,4 km² corresponden a tierra firme y (0,87 %) 1,24 km² es agua.

## Demografía
Según el censo de 2010, había 71 personas residiendo en el municipio de Harrison. La densidad de población era de 0,5 hab./km². De los 71 habitantes, el municipio de Harrison estaba compuesto por el 98,59 % blancos y el 1,41 % eran de una mezcla de razas. Del total de la población el 0 % eran hispanos o latinos de cualquier raza.